# Skudde
Le skudde est une race de mouton baltique, qui est caractérisée par les imposantes cornes des béliers en forme de spirales tombantes. Le skudde fait partie des moutons d'Europe du Nord à queue courte.

## Histoire

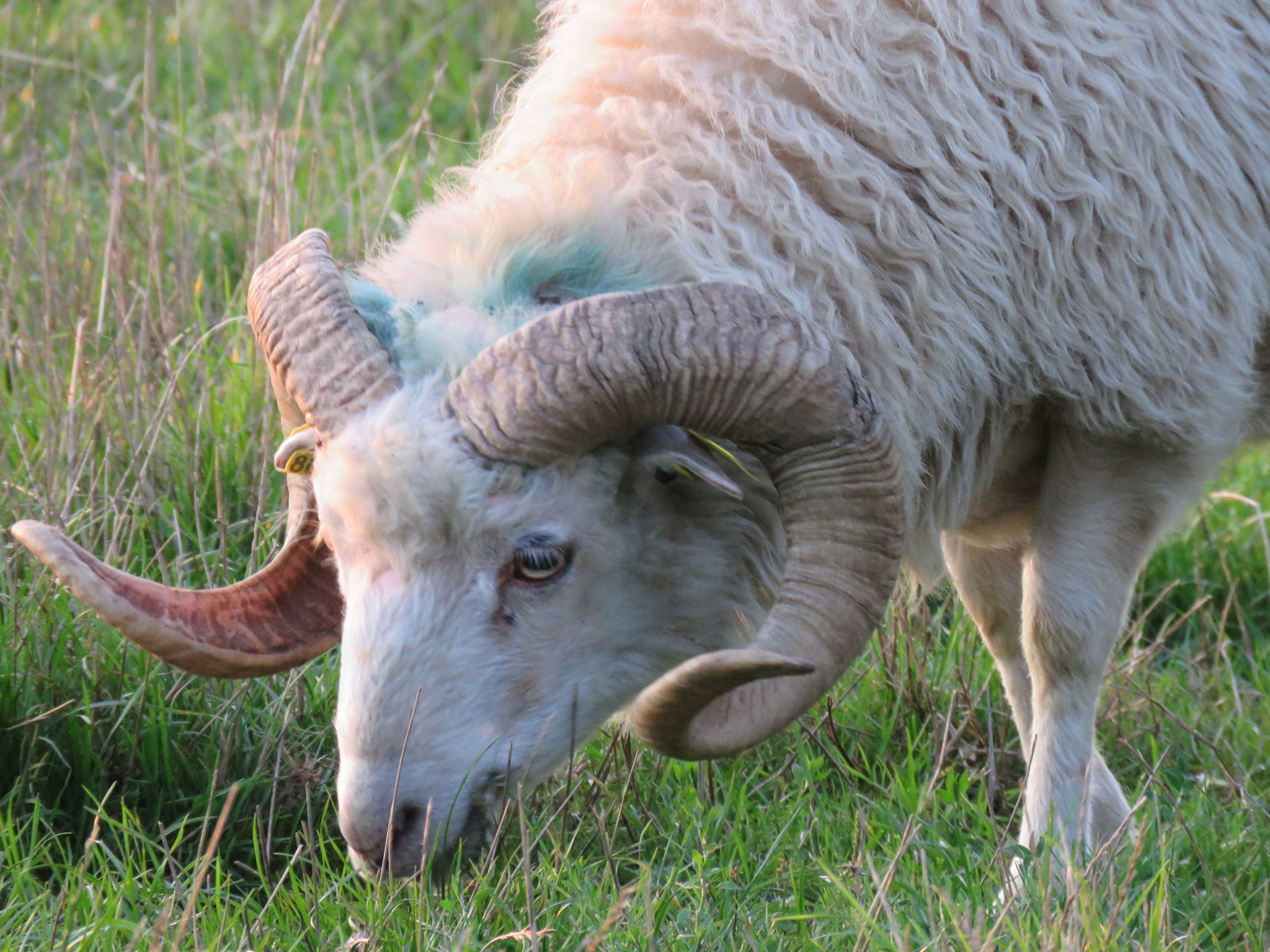
Un bélier skudde et ses superbes cornes

Le skudde descend de l'ancien mouton celte[réf. nécessaire] à queue courte et s'est uniformisé à l'époque de l'Ordre teutonique en Prusse-Orientale, jusqu'en Lusace (son nom vient du vieux-prussien skudan), régions de landes pauvres et de bouleaux, puis il a presque disparu de sa région d'origine, à cause des deux guerres mondiales, mais a subsisté en Allemagne de l'Est et en Suisse, où il avait été importé au début du XXe siècle. Il existait encore 1 600 moutons skudde de pure race en 1936 en Suisse. Aujourd'hui, après avoir été en danger de disparition, ce mouton est soutenu par la fondation suisse Pro Specie Rara et son élevage reprend, non seulement dans toute la Suisse, mais aussi en Allemagne (où il existe encore 2 000 individus) et dans le Benelux.

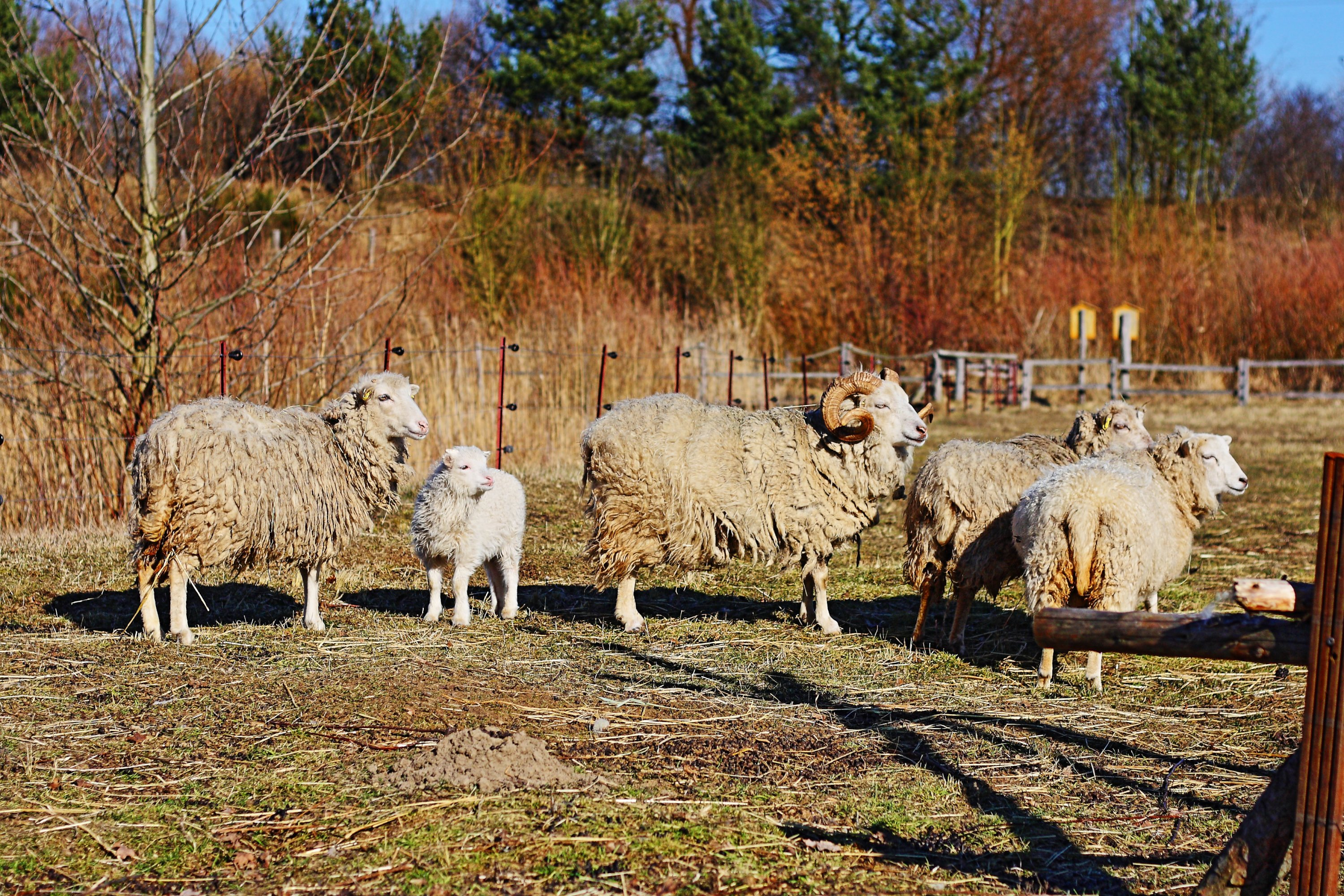
Troupeau en Allemagne.

## Description
Il s'agit d'un mouton de petite taille, gracile, mais fort robuste et très rustique à queue courte. Les béliers pèsent de 35 à 50 kg et les brebis de 25 à 35 kg,. Les béliers présentent de grosses cornes spiralées, les brebis en sont généralement dépourvues, ou bien possèdent de petites cornes. Sa toison est grossière et longue, de couleur blanche, noire ou brune ; chaque souche étant élevée séparément.

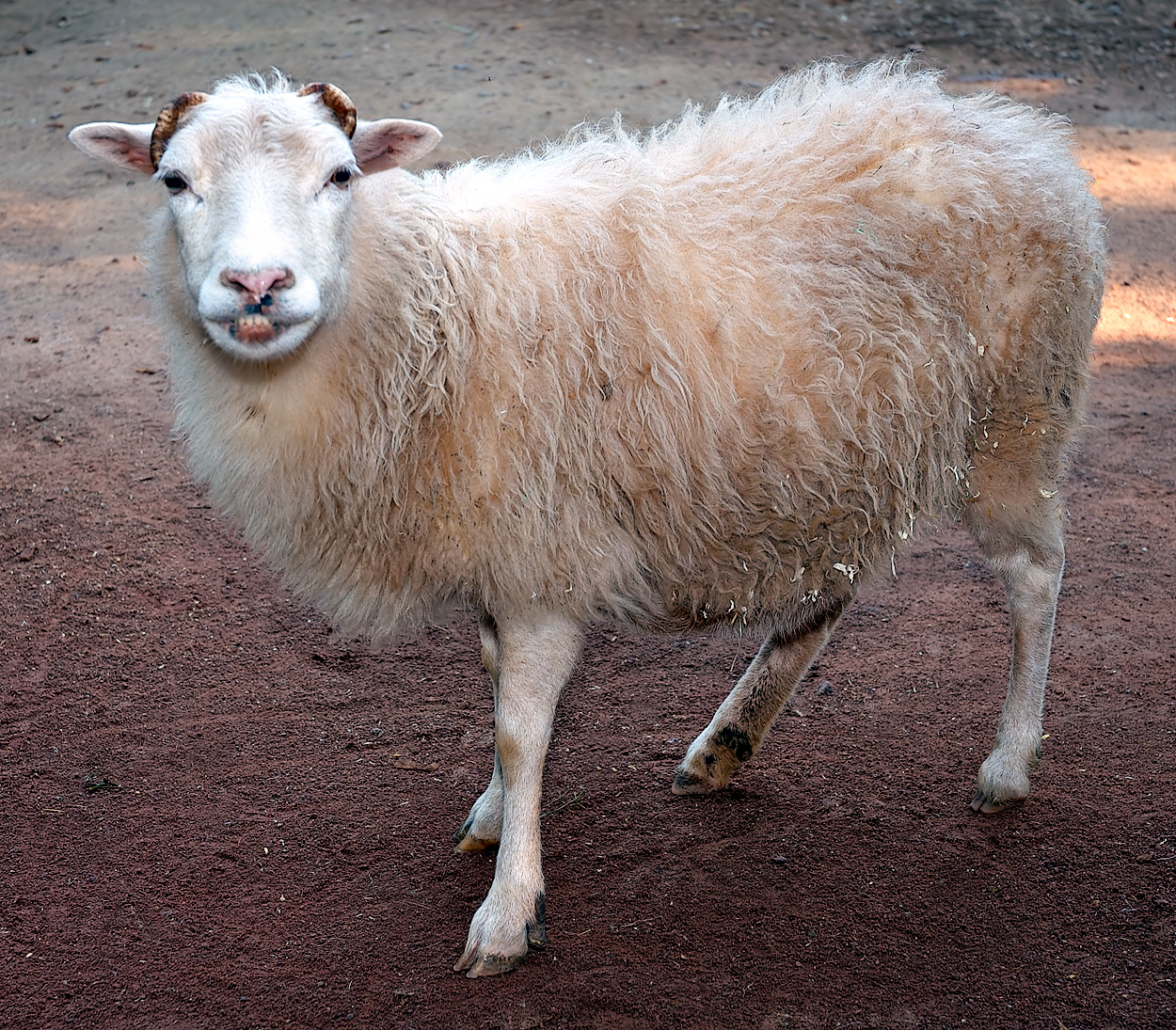
Brebis skudde blanche.

Le skudde a un tempérament éveillé et très familier. Ses femelles ont de bonnes qualités maternelles et sont rapidement fécondes. Il est élevé pour sa viande et sa laine, ainsi que pour l'entretien paysager.